# Friedenssicherung
Mit dem Begriff der Friedenssicherung wird die Gesamtheit der politischen Maßnahmen bezeichnet, welche der Aufrechterhaltung des Friedenszustands in einem Krisengebiet gewidmet sind, darunter insbesondere sogenannte Friedensmissionen als speziell zu diesem Zweck durchgeführte Militäroperationen. Begrifflich muss – auch in Bezug auf die Charta der Vereinten Nationen – zwischen Friedenserhaltung, Friedensschaffung und Friedenssicherung unterschieden werden.

## Friedenserhaltung
Friedenserhaltung beschreibt den Schutz eines geschaffenen Friedens nach einem Konflikt, Friedensschaffung die Schaffung eines Friedens – notwendig durch einen bereits ausgebrochenen Konflikt – und Friedenssicherung den Prozess, einen Frieden zu sichern, weil eine Eskalation droht.

## Institutionen zur Friedenssicherung
Institutionen zur Friedenssicherung sind Organisation für Sicherheit und Zusammenarbeit in Europa, Friedenstruppen der Vereinten Nationen, Nordatlantikvertrag-Organisation und Internationaler Strafgerichtshof sowie die Afrikanische Union.

## Möglichkeiten der Friedenssicherung
Möglichkeiten der Friedenssicherung sind:
1. Bilaterale Abkommen (zweiseitige Verträge)
2. Interdependenz (gegenseitige Abhängigkeit)
3. Hegemon (absolute Weltmacht)
4. Weltstaat
5. Integration (EU/NATO)
6. Multilaterale Bündnisse (z. B. NATO)